# Australsk ibis
Australsk ibis (latin: Threskiornis molucca) er en storkefugl, der lever i Australien, på Ny Guinea og Salomonøerne.